# Plaimbois-du-Miroir
Plaimbois-du-Miroir település Franciaországban, Doubs megyében. Lakosainak száma 280 fő (2022. január 1.). Plaimbois-du-Miroir Rosureux, Bonnétage, Bretonvillers, Guyans-Vennes, Laval-le-Prieuré, Montbéliardot, Mont-de-Laval és Plaimbois-Vennes községekkel határos.

## Népesség
A település népességének változása:
| Lakosok száma | 146  | 144  | 131  | 165  | 228  | 238  | 246  | 268  | 271  | 280  |
|               | 1968 | 1982 | 1990 | 2006 | 2013 | 2015 | 2017 | 2019 | 2020 | 2022 |